# Twerton Park
Twerton Park, nato come Innox Park, è un impianto calcistico di Bath, nella contea inglese di Somerset; prende il nome da Twerton, sobborgo cittadino.
È il terreno di gioco del Bath City e, dal 1999 al 2009, lo fu del Team Bath; per un periodo ospitò anche i Bristol Rovers.
Lo stadio può contenere 8800 spettatori ed ha 1006 posti a sedere; la sua architettura, che ben si armonizza con gli edifici attigui in stile vittoriano, lo fa considerare uno degli impianti più raffinati del calcio non-League inglese.